# Rýnský ledovec

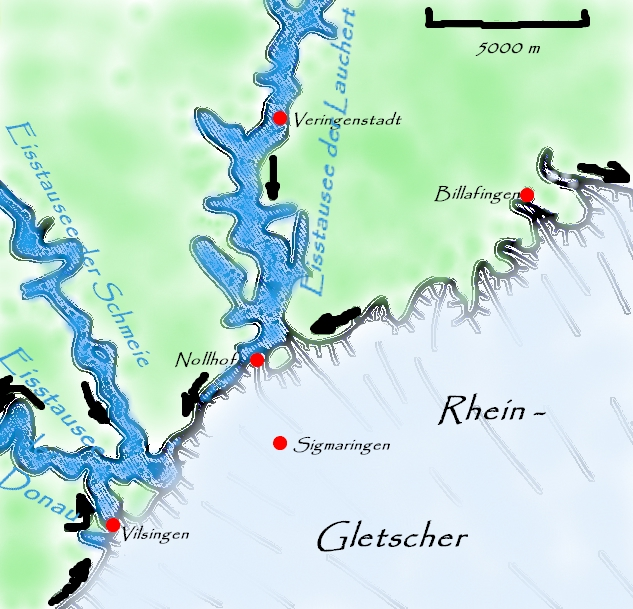
Výběžek Rýnského ledovce během Risského zalednění s uzavřeným říčním systémem pravěkého Dunaje

Rýnský ledovec (něm. Rheingletscher) někdy také zvaný Rýnsko-Linthský ledovec (něm. Rhein-Linth-Gletscher), byl ledovec v Appenzellských Alpách, který výrazně ovlivnil topografii východní švýcarské plošiny, stejně jako Horního Švábska (Německo) a to poměrně daleko na sever od Bodamského jezera. Bodamské jezero a Curyšské jezero jsou okrajová ledovcová jezera Rýnského (respektive Linthského) ledovce.

## Rozsah

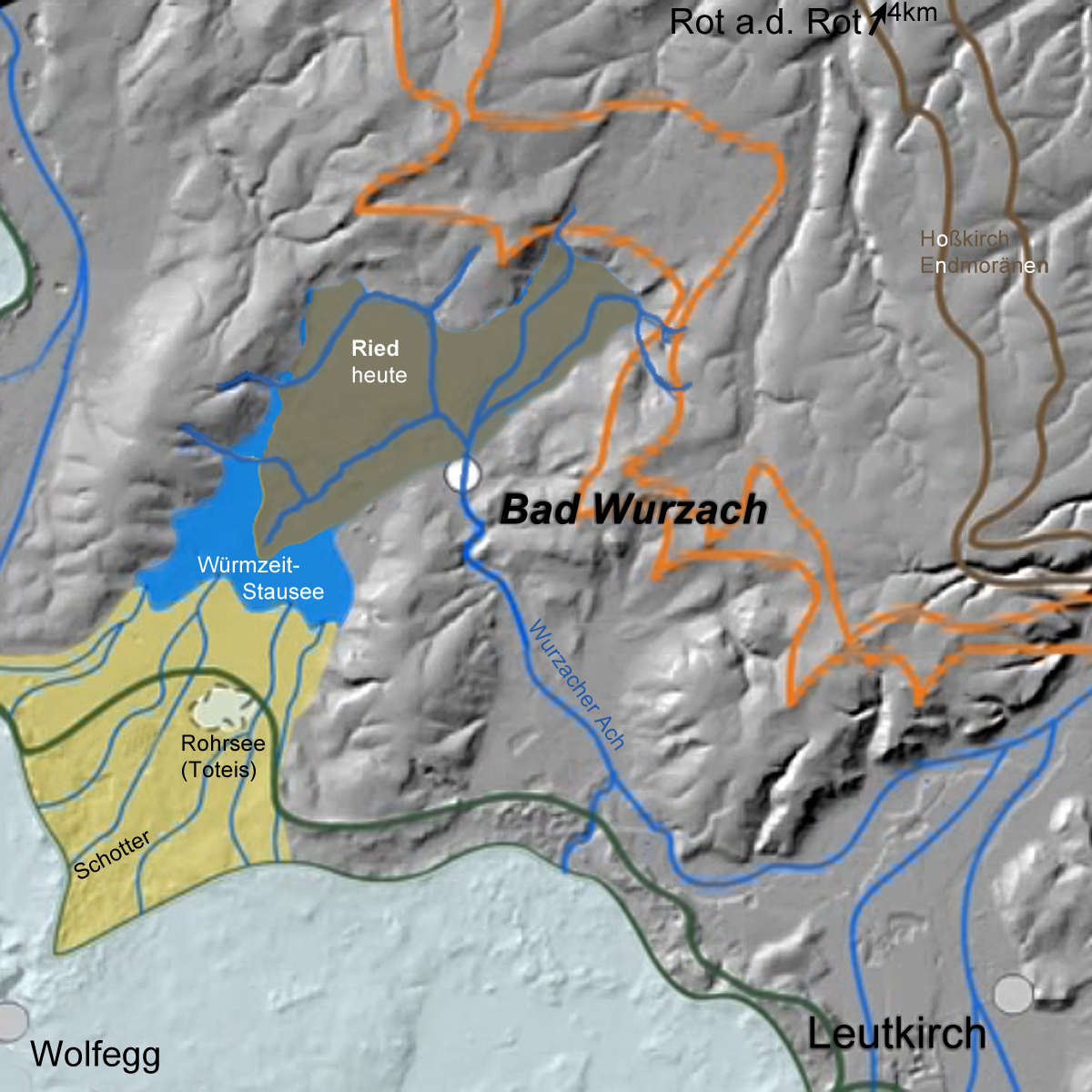
Okraj Rýnského ledovce u města Bad Wurzach

Odhaduje se, že Rýnský ledovec vznikl asi před 29 000 lety v oblasti města Chur. Maximální rozlohy dosáhl ledovec asi před 24 000 lety, kdy končil až u Schaffhausenu. Tento největší rozsah měl ledovec během Risského zalednění, kdy jeho ledová plocha tvořila asi 16 400 km², a tedy cca 11 % z celkové plochy alpských ledovců. V tomto chladném období ledovec pokrýval spádovou oblast od Arlberského průsmyku po Gotthardský průsmyk, obklopoval vnitroalpská údolí mezi Rheinwaldhornem a Churem, údolí Alpského Rýna táhnoucí se od Bodamského jezera po Chur a příbřežní pánev kolem Bodamského jezera. Ledovec pronikl až k Dunaji z preglaciální doby (po linii západně od Schaffhausenu/Stein am Rhein - jižně od Tuttlingenu - severně od Sigmaringenenu - Biberachu - východně od Leutkirchu) a zahrazoval koryto tohoto pravěkého Dunaje. V těchto místech tak vznikly velké ledové nádrže. Výška ledové plochy ve würmském maximu se u Churu pohybovala kolem 2 000 m. Ještě nad Bodamským jezerem činila výška ledu 900 (Kostnice) až 1 100 (Bregenz) metrů. Největší celkový roční průtok ledové masy je odhadován na cca 7,3 km3 nad městem Sargans, rychlost laminárního proudění v těchto místech byla vypočtena na 45 až 100 m za rok. V místech kde se původně nacházela ledová masa Rýnského ledovce vznikla mimo jiné současná města Chur, Glarus, Sargans, St. Gallen, Vaduz a Feldkirch. Pod jeho masou by se však dnes nacházely také Curych (Linthský ledovec), Schruns (Illský ledovec), Winterthur, Ravensburg a všechna města na Bodamské jezeře (např. Kostnice či Bregenz).

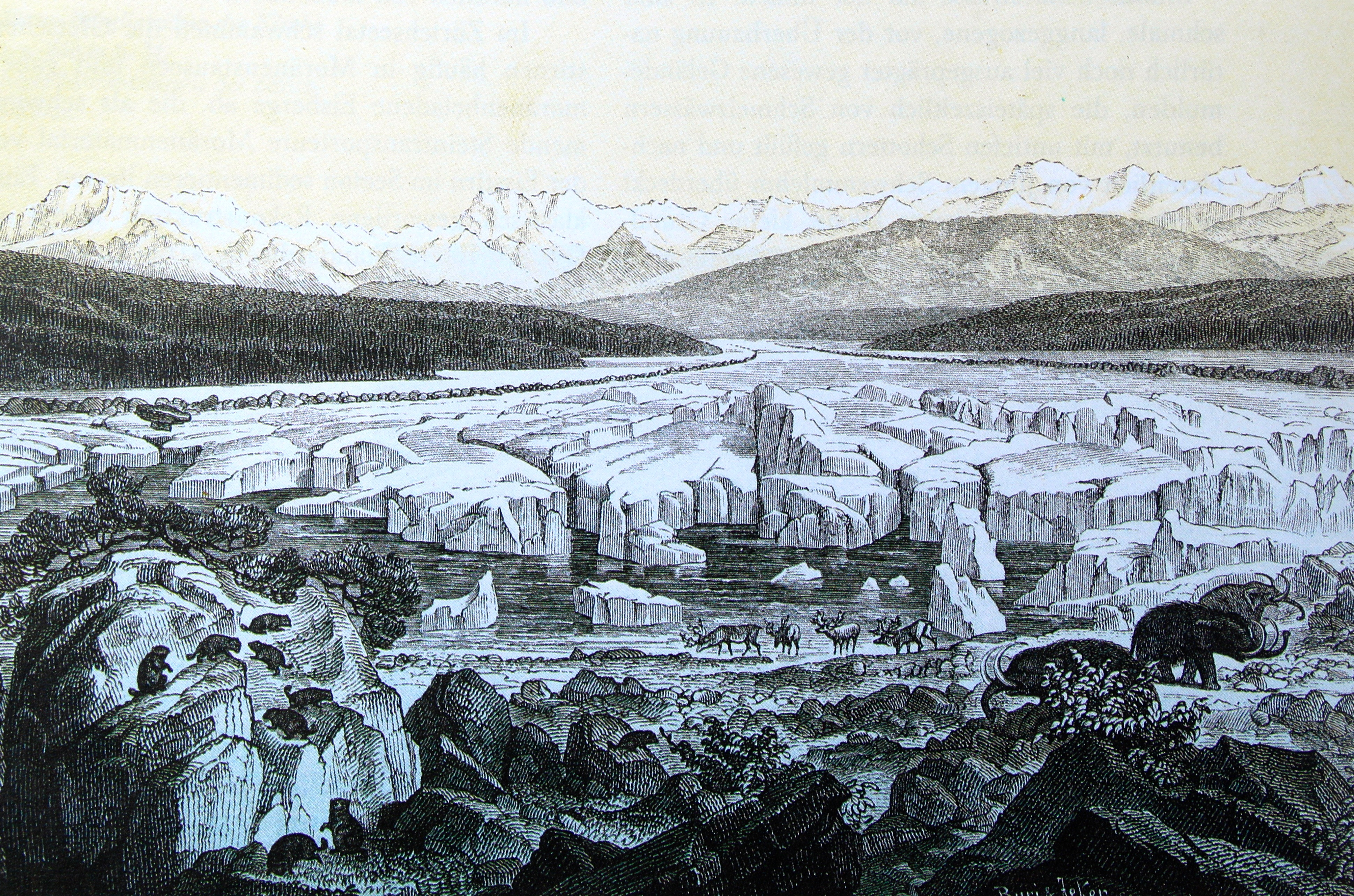
Linthský ledovec na pánvi Curyšského jezera

Celý ledovcový systém se také někdy nazývá Rýnsko-Linthský ledovec, protože jedno z ramen Rýnského ledovce bylo díky ledovcové transfluaci spojeno přes údolní rozcestí v Sargans s dnešním povodím řeky Linth. Linthský ledovec vyplňoval severozápadně orientované údolní pánve řek Glatt a Limmat. Mimo to byla východní část systému zásobována také ledem z údolí vorarlberských řek Ill a Bregenzer Ach.
Poslední větší expanzi zažil Rýnský ledovec během würmského zalednění. Jeho masa se tou dobou táhla přes celé dnešní východní Švýcarsko a Bodamské jezero. Směr hlavního pohybu se stále více posouval na západ ve směru k Vysokému Rýnu. U Schaffhausenu byla maximální výška ledu jen o málo nižší než během Risského zalednění. V oblasti Bodamského jezera došlo k výraznému prohloubení v důsledku tloušťky ledu až 1 200 m a v důsledku subglaciální tající vody vystékající ze dna ledovce pod vysokým tlakem. Hory, které vyčnívaly nad led, byly ledovcem obtékány. Schesaplana (2 965 m n. m.), Säntis (2 501 m n. m.), Hochgrat v Allgäu (1834 m n. m.) a Hörnli v kantonu Curych (1 133 m n. m.) se tak v té době staly nunataky.
Vzhledem k současnému stavu bádání není dosud definitivně objasněna otázka souvislosti mezi Feldberským ledovcem a alpským zaledněním pohybujícím se na západ podél Vysokého Rýna během Risského zalednění. V rámci zkoumání würmského zalednění bývá oblast Olten – Aarau – Baden – Basilej uváděna vždy bez ledu.

## Fáze würmského tání

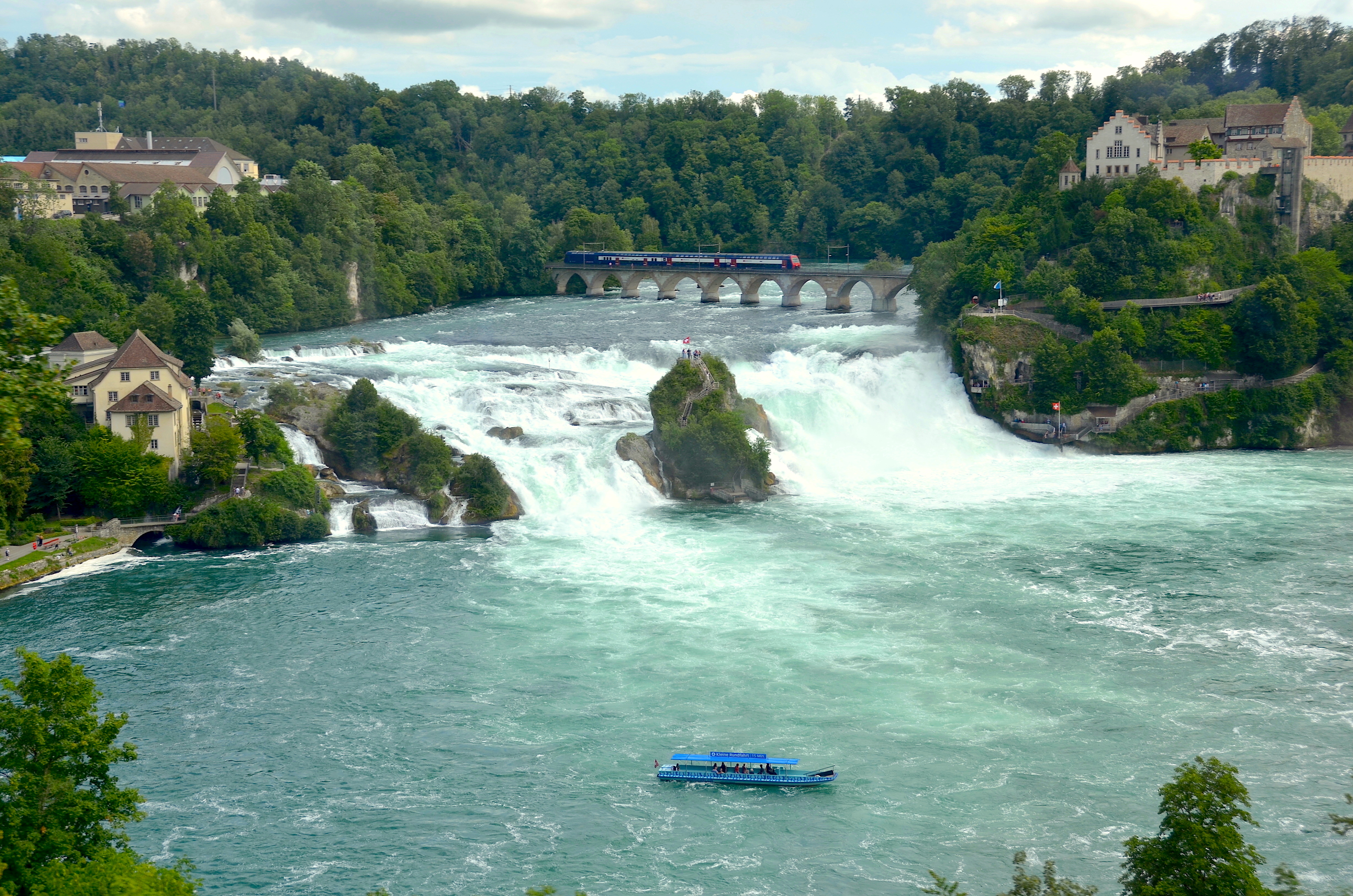
Rýnské vodopády

Po vrcholu würmského zalednění asi před 20 000 lety, s hranicí sněhu 1 000 m, došlo k ústupu Rýnského ledovce celkem v osmi prokázaných etapách, přičemž mezi nejvýznamnější patří fáze Schaffhausen (maximální stav), fáze Singen a fáze Konstanz. Curyšské jezero, které bylo zpočátku propojeno s jezerem Walensee, vzniklo ve fázi Kostanz, přičemž konečná hrana ledovce se nacházela u Hurdenu. Tyto etapy byly dokončeny před 15 000 lety. Podobně probíhalo tání také v oblasti kolem Bodamského jezera.   Na konci těchto fází tání vznikly mj. Rýnské vodopády.

## Pozůstatky ledovce

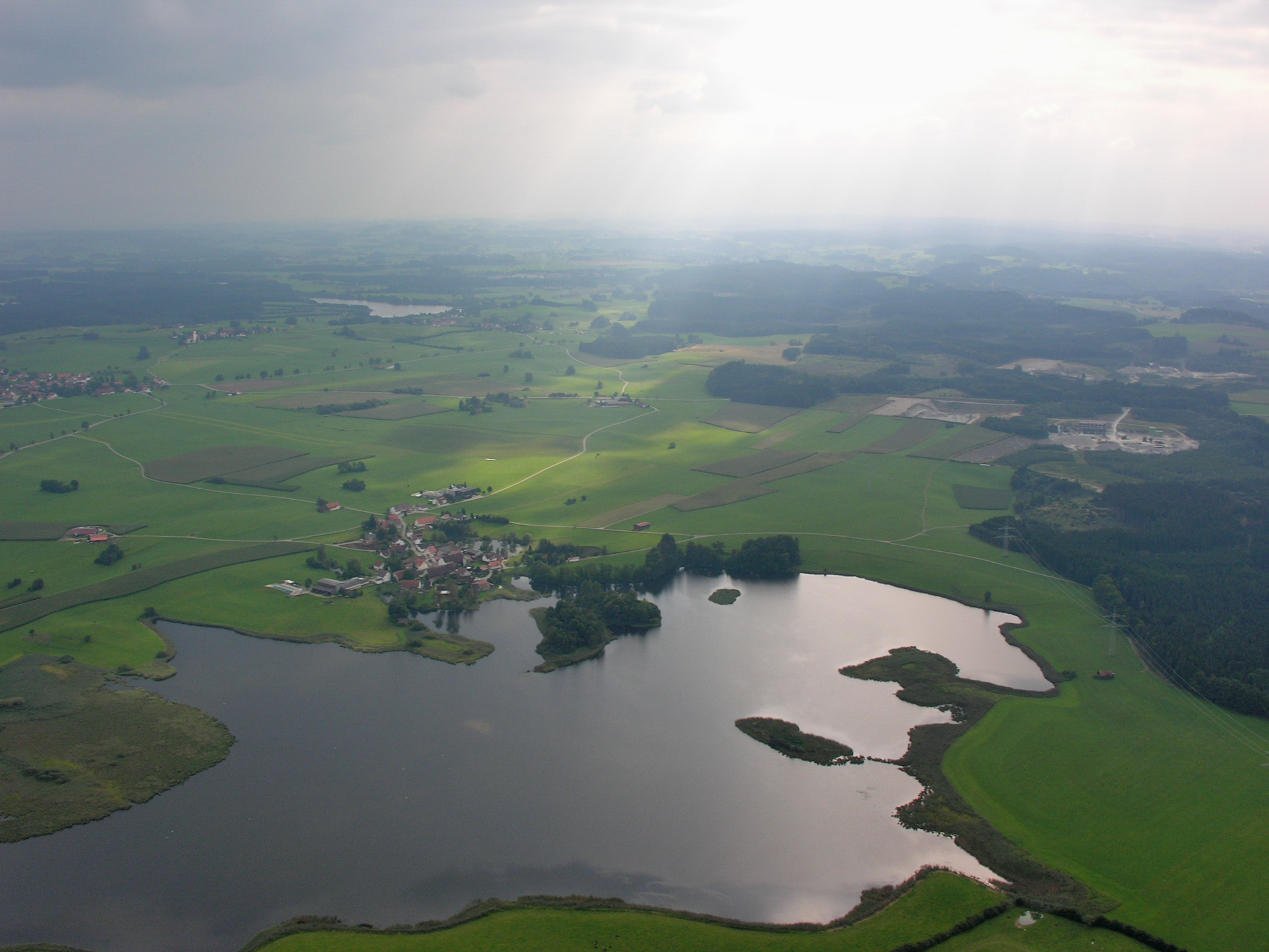
Jezero Rohrsee poblíž Bad Wurzach

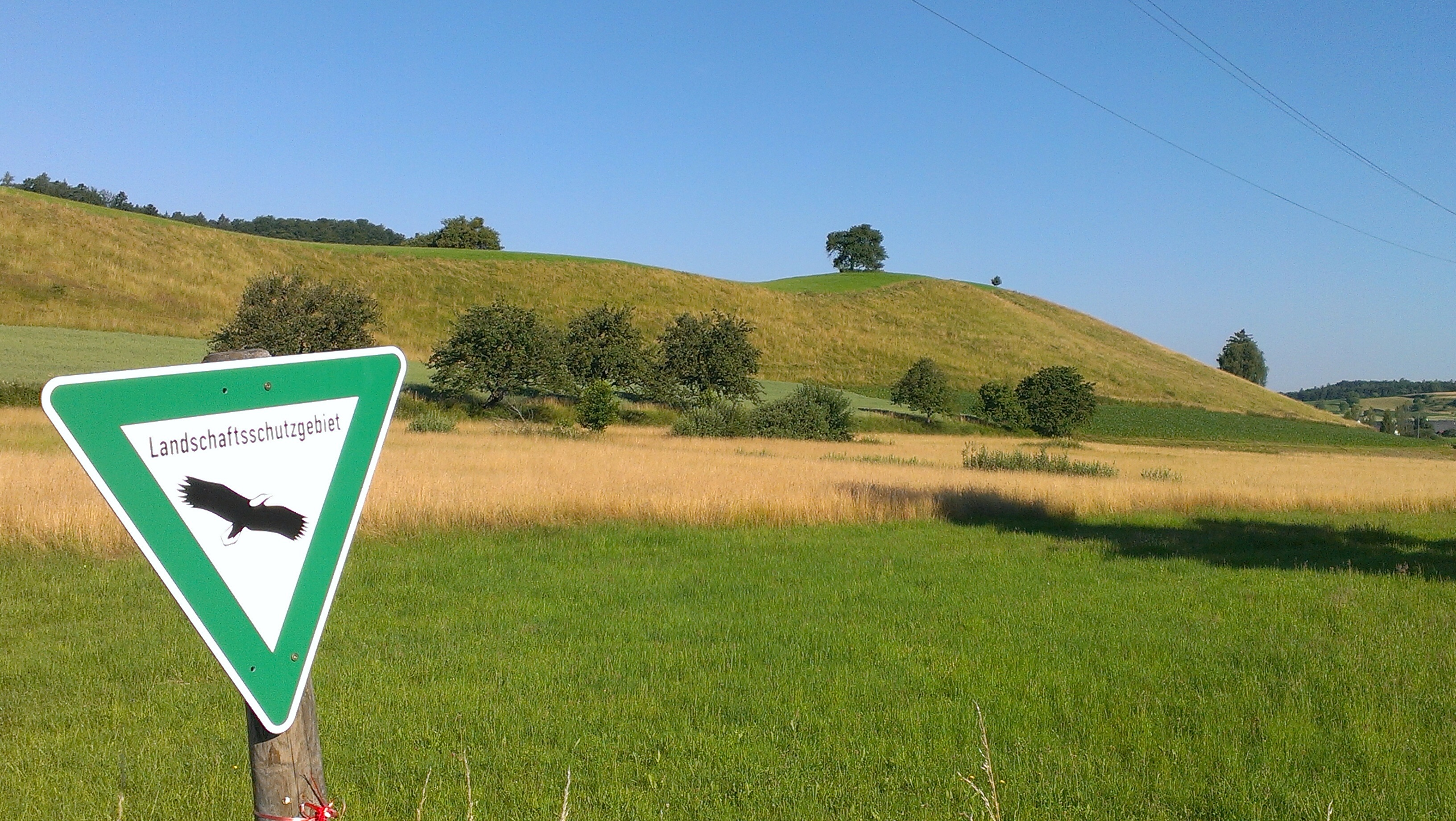
Chráněná krajinná oblast Drumlin Biblis. Relikt rýnského ledovce poblíž Überlingenu

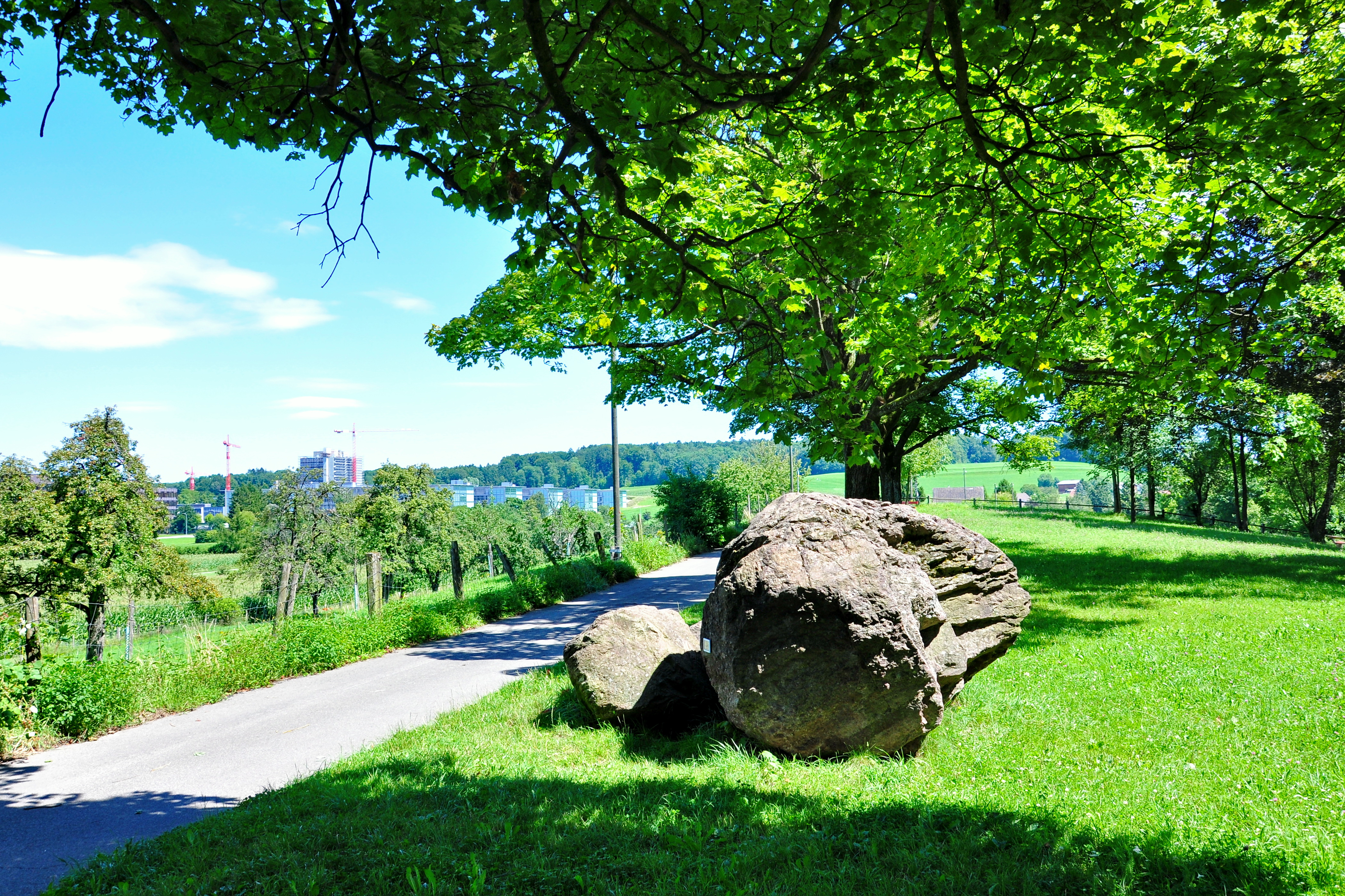
Hönggerberg (Curych) - Balvanové pole Linthského ledovce

Kromě Bodamského jezera (Rýnský ledovec), Curyšského jezera (Linthský ledovec) a hojného počtu hornošvábských jezer, rybníků, mokřadů a vřesovišť (Federsee, Rohrsee, Wurzacher Ried) existují další četné doklady o působení Rýnského ledovce. Známou spodní morénu z Risského zalednění, kterou objevil a popsal Albrecht Penck, najdeme u velké štěrkovny Scholterhaus u Biberachu. Na pohoří Švábská Alba západně od Riedlingenu je patrná trhlinová čelní moréna. Během tzv. fáze Zürich Linthského ledovce (asi před 20 000 lety) vznikla morénová stěna, která na severu uzavírá Curyšské jezero. Okrajové morény Linthského ledovce existují od vesnice Schindellegi až po městskou oblast Curychu.
Západní výběžek Rýnského ledovce vytvaroval homole Hegau s jejich strmými převisy na východní straně obrácené k pohybujícímu se ledovci. U Rorschachu lze spatřit okrajové ledovcové terasy, tedy rovné plochy napříč svahem jako pozůstatky ledovce a také morénové stěny ze sypkého materiálu vysoké až 100 metrů, které po stranách navršil Rýnský ledovec.
Na Curyšské vysočině a v Allgäu se nachází mnoho drumlinů, spoustu eratických balvanů s horninou z Glarnských Alp lze nalézt v rokli Jörentobel u jezera Greifensee. Mezi příklady bludných balvanů z Rýnského ledovce patří také bludný balvan v lese Koblenwald u Rorschacherbergu. Tzv. Šedý kámen z Aachu (Hegau) z období würmského zalednění, vážící kolem 30 tun, byl ledovcem na současné místo přenesen cca 150 kilometrů od místa svého vzniku. Další balvany leží také ve Frauenfeldu, či u Wangen im Allgäu (poblíž dálnice A 96).

## Webové odkazy
- Státní mapa Švýcarska: Poslední ledovcové maximum na map.geo.admin.ch
- Rýnsko-Linthský ledovec v období würmského zalednění: Stadia ledovcových komplexů (obrázkový soubor)